# Marina Carobbio Guscetti

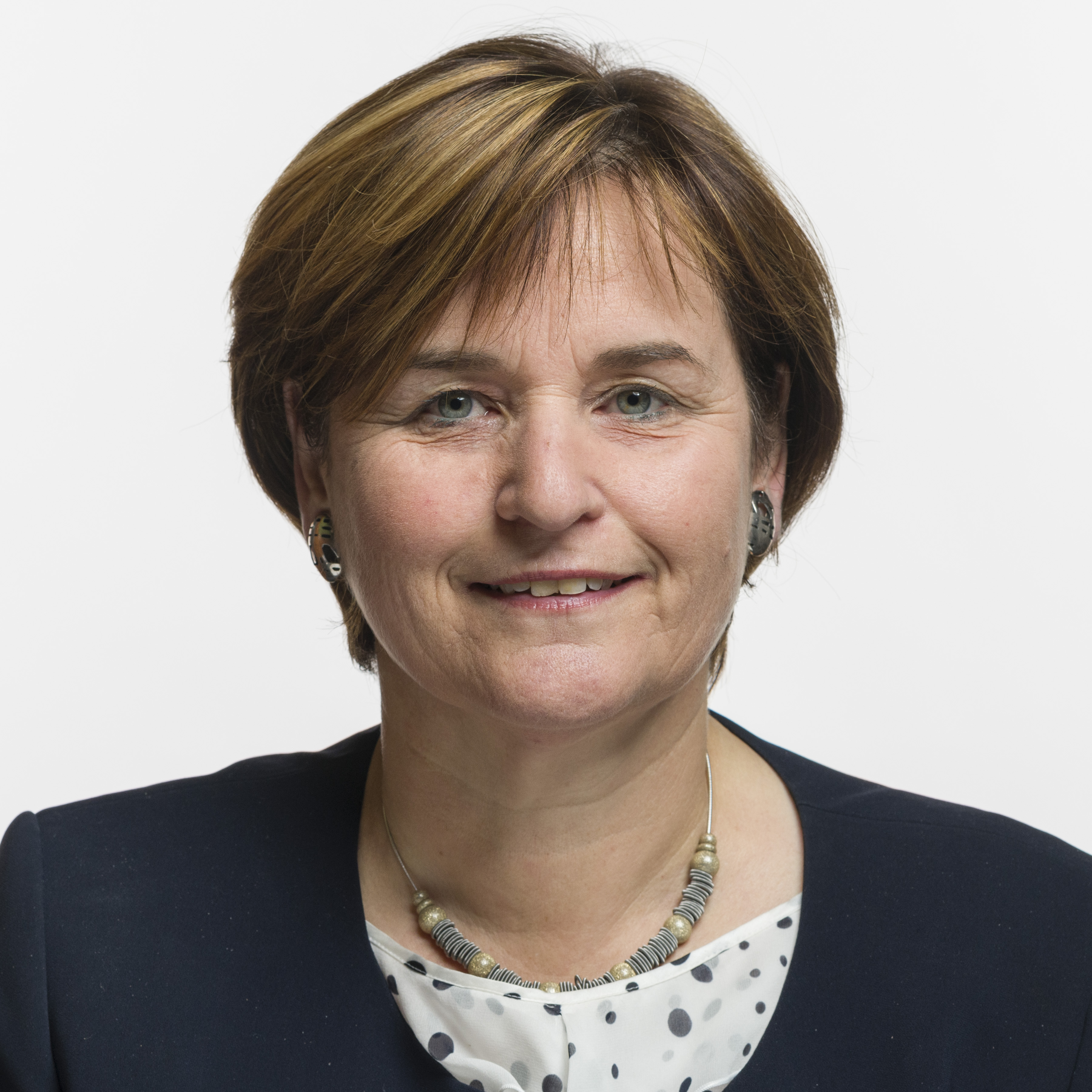
Marina Carobbio Guscetti (2019)

Marina Carobbio Guscetti (* 12. Juni 1966 in Bellinzona; heimatberechtigt in Blenio) ist eine Schweizer Politikerin (SP) und seit dem 6. April 2023 Staatsrätin des Kantons Tessin. Zuvor war sie von 2019 bis 2023 Mitglied des Ständerats und von 2007 bis 2019 Mitglied des  Nationalrats, welchen sie im Amtsjahr 2018/2019 präsidierte.

## Leben
Marina Carobbio Guscetti studierte Medizin an der Universität Basel und schloss 1991 mit dem Diplom ab. Sie arbeitet in einer Gemeinschaftspraxis in Roveredo, Kanton Graubünden.
Von 1991 bis 2007 war Carobbio Guscetti Mitglied des Grossen Rates des Kantons Tessin. Ab dem 4. Juni 2007 gehörte sie dem Nationalrat an. Dort nahm sie Einsitz in der Finanzkommission, der Kommission für soziale Sicherheit und Gesundheit und in der Finanzdelegation. Ab Dezember 2016 war Carobbio Guscetti Mitglied des Büros des Nationalrates, zunächst als zweite, dann als erste Vizepräsidentin. Am 26. November 2018 wurde sie zur Nationalratspräsidentin für das Amtsjahr 2018/2019 gewählt.

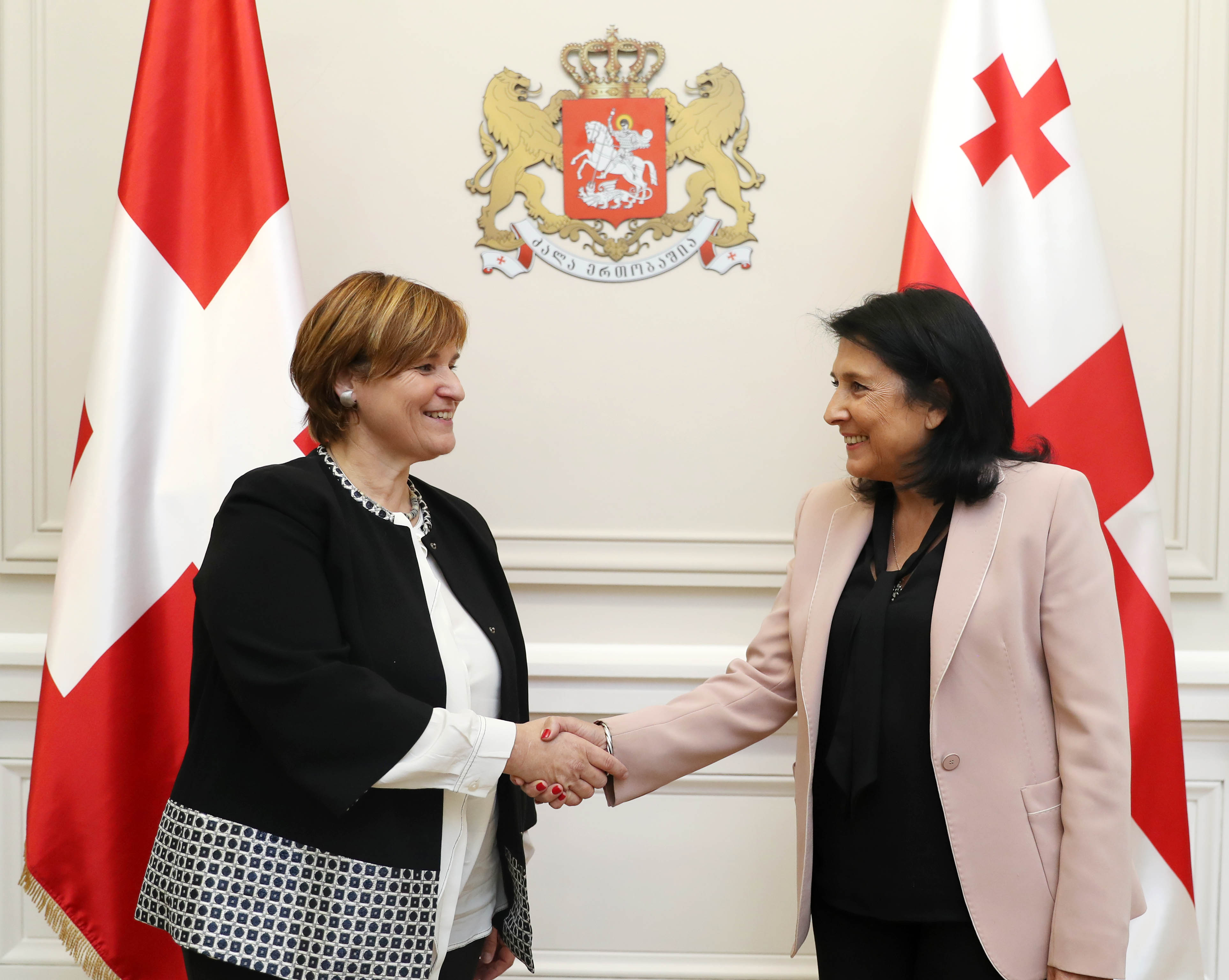
Die georgische Präsidentin Salome Zourabichvili trifft sich mit Marina Carobbio Guscetti in ihrer Funktion als Präsidentin des Schweizer Nationalrats in Tiflis, 2019.

Im zweiten Wahlgang der Ständeratswahlen 2019 am 17. November 2019 wurde Marina Carobbio Guscetti zusammen mit Marco Chiesa (SVP) in den Ständerat gewählt. Sie hatte 45 Stimmen mehr als der Bisherige Filippo Lombardi (CVP), der als Drittplatzierter nach zwanzig Jahren aus dem Ständerat ausschied. Von 2021 bis zur Wahl in den Staatsrat 2023 war sie Mitglied der Schweizer Delegation in der Parlamentarischen Versammlung des Europarates.
Am 2. April 2023 wurde Carobbio Guscetti in den Staatsrat des Kantons Tessin (Exekutive des Kantons Tessin) gewählt. Mit Amtsantritt übernahm sie die Führung der Direktion für Bildung, Kultur und Sport. Aufgrund des Umstandes, dass die Verfassung des Kantons Tessin vorsieht, dass Mitglieder des Staatsrates nicht gleichzeitig Mitglieder des Ständerats sein dürfen, trat Carobbio Guscetti mit ihrem Amtsantritt als Staatsrätin als Mitglied des Ständerates zurück. 
Von 2008 bis 2020 war Carobbio Guscetti Vizepräsidentin der SP Schweiz. Sie war Vizepräsidentin des Vereins Alpen-Initiative. Von 2021 bis 2023 war sie Stiftungsratspräsidentin von Swisstransplant.
Carobbio Guscetti ist verheiratet und hat zwei Kinder. Sie wohnt in Lumino. Bereits ihr Vater, Werner Carobbio, war Mitglied des Nationalrates.